# Stratioceros princeps
Stratioceros princeps är en skalbaggsart som beskrevs av Lacordaire 1869. Stratioceros princeps ingår i släktet Stratioceros och familjen långhorningar.
Artens utbredningsområde är Laos. Inga underarter finns listade i Catalogue of Life.